# Іловка (Зирянський район)
І́ловка (рос. Иловка) — село у складі Зирянського району Томської області, Росія. Входить до складу Чердатського сільського поселення.

## Населення
Населення — 350 осіб (2010; 413 у 2002).
Національний склад (станом на 2002 рік):
- росіяни — 98 %